# 水中騎士
『水中騎士』（アクアナイト、AQUA KNIGHT）は、木城ゆきとのファンタジー漫画作品である。集英社の雑誌「ウルトラジャンプ」にて1998年から2000年まで連載された。単行本は同社より第3巻まで発売されている。

## 概要
本作は、天動説に見られるような、半球の断面に陸地が存在し、東西南北に「世界の果て」が存在する架空世界を舞台とする。陸地に対する海の比率が高く、独自の海洋文化が発達したこの世界を舞台に、シャチを乗用に駆り、水中戦闘用の鎧「水甲冑」を纏って戦う「水中騎士」の活躍を描いた作品である。
長編での前作である『銃夢』に比べ、戦闘シーンにおける残虐描写の減少、下ネタも含めたギャグの多用、全体的にポップ調の作画等、各所で大きな相違が見られる。これは「童話のような作品を描きたい」という作者の意図によるものである。
物語は現在、第1部「紅の騎士ルリハー」が終了（または展開上のひとまずの区切り）した時点で中断している。これは『銃夢 LastOrder』の執筆に専念するためで、いつか連載を再開すると作者は述べている。ただし出版社である集英社から連載再開の有無や時期に関するアナウンスは何も無いことに加え、2010年頃から作者と集英社の関係が悪化しており、現時点では再開に関しては白紙の状態である。

## ストーリー
海洋世界「マルムンド」の西にある小さな灯台島に父アラビルと暮らす少年アシカは、ある日遭難し島に流れ着いた新米水中騎士ルリハーを発見する。ルリハーとアシカは主従の誓いを交わすが、ある日襲来した異邦人アルカンタラの一味によって、灯台の光源であった「生命の珠」が奪われアラビルが死亡、アシカも連れ去られてしまう。残されたルリハーはアラビルを冥府へと迎えに来た死神タグメクから冥剣「ムエルトガラ」を授かり、自分の周りに渦巻く大きな運命の流れを感じつつアシカを追う旅に出発する。

## キャラクター

### ルリハーとその仲間
ルリハー
本作の主人公。騎士学校を卒業したばかりの新米女性騎士。18歳。真の騎士としての資格を得るための旅の途中に遭難し、アシカ達の住む灯台島に流れ着いた。男性騎士との体格や腕力でのハンデを覆すため、新人ながら高度なカウンター技術や独自の移動法などを身につけており、戦闘能力は高い。ただし知識・見識の浅さや実戦経験の不足、すぐに油断してしまう精神面等はやはり新人らしく、まだまだ発展途上である。父・アルラック、母・イブリー共に由緒正しき騎士の家系で、幼少時より騎士になるための英才教育を施されてきた。両親のような騎士になることを目指しているが、ルリハーを騎士見習いとしてしか見てくれなかった両親に対して心の底では憎しみを持ってもいる。
アシカ
灯台島にアラビルと暮らす少年。10歳。生まれてからずっと島を出たことがなかったため、ルリハーに出会うまで女性というものをよく知らず、その他島とその周辺の海にないものは何も知らない。それ故に怖いもの知らずな性格で、ルリハーの冗談を真に受けて単身世界の果てに出かけてしまう等無茶な行動が多い。ルリハーと主従の誓いを交わすが、アルカンタラに連れ去られてしまう。何かにつけウンチを使った自己表現をする癖がある。
アラビル
「灯台島の王」を自称する中年男性で、アシカの父。かつてルリハーの両親と共に戦った水中騎士であったが、とある事情から灯台島に隠棲している。水中騎士としての力は未だ健在で、ルリハーとの対戦時はシロクロとのコンビネーションで彼女を苦しめた。既に一度何らかの理由で死亡していたらしく、冥界王との契約により灯台の光源「生命の珠」から仮の生命を得て生き長らえていた。灯台島から生命の珠が失われると同時に命を落とし、冥界へと旅立った。後に骸骨の姿となってルリハーとアシカの前に援軍として再登場する。
ミグマ
ルリハーが騎乗する軍用シャチ。18歳のオス。ルリハーには絶対の忠誠を誓っている。
シロクロ
アラビルが水中騎士時代に騎乗していたシャチ。推定40歳のオス。現在はアシカのお守り役である。歴戦のシャチらしく、額の×形の傷跡に加え、背びれと左胸ひれにも切れ込みの傷がある。アシカが連れ去られて以降、ルリハーとミグマに随行する。
ピノケ
蝶のような姿の妖精。幼少時のルリハーが助けた芋虫が妖精化したものらしい。幼少時のルリハーの遊び相手であり、その後ルリハーには一時その姿を見ることができなくなっていたが、作中で再び見えるようになる。アドバイザーとして彼女に付き添う。

### アルカンタラ一味
アルカンタラ
放浪の天才発明家。アルカンタラを主人とする彼らの一味は、ルリハーらの住むマルムンドとは世界の果ての断崖を越えた先の別世界「ザイゴート」の人間である。自作の飛行船で世界の果てを越えてマルムンドに到来した。高級貴族の家系に生まれ、機械発明のほか弁論・武芸・音楽・舞踊など百芸に通じた天才で、その実力に裏打ちされた自信家であり唯我独尊な性格。このために敵が多く、従者達を連れてザイゴートから逃亡する破目になった。幼少期に、身体の部位が徐々に消失していく原因不明の奇病「虚無虚無病」で母親を失っている。同じ病を患うザイキーを救い治療法を確立する手がかりを求めて、アラビルの守る「生命の珠」を狙って灯台島に襲来する。
ザイキー
アルカンタラの侍女にして患者。内向的で夢見がちな性格をしている。貧家の出身で「虚無虚無病」を発症して両親の虐待を受けていたところをアルカンタラに救われた。現在は病の進行により身体の頭部・右胸・右上腕以外の大半の部位が消失しており、アルカンタラ作製のオートマタで欠損部位を補って生活している。
ザイクロウ
アルカンタラの従者。痩せこけたカラスのような外見をした男。料理や日用の雑務、暗殺術に至るまで高い能力を発揮する優秀な従者だが、極めて品性下劣でアルカンタラからは手酷い仕置きを日常的に受けている。
元はザイゴートの蛮族で戦時にアルカンタラの命を狙った過去もあった。敗れた後にはザイフクロウと共にゴミをあさってその日を生き延びるだけの毎日を過ごすまで零落していたところ、アルカンタラに拾われて従者となる。
後に、作者の別作品『銃夢 LastOrder』に、彼を翻案したキャラ「夜烏のツァイクロウ」が登場した。
ザイフクロウ
アルカンタラの従者。フクロウのような外見をした小身で初老の男。ザイクロウからは「兄者」と呼ばれている。
アルカンタラを傲慢で鼻持ちならない俗物だと言いつつも、蔑まれ続けた自分やザイクロウを「人間」として扱ったアルカンタラについて行く覚悟を固めている。

### その他
タグメク
冥界の住人である死神の騎士。白骨の姿に甲冑をまとい、大鎌を携えて骨馬に騎乗している。死を迎えたアラビルを冥界に導くために現れ、その際ルリハーに冥界の力が籠もった短剣「死者の鉤爪（ムエルトガラ）」を授けた。語尾に「ボーン」とつける独特の口調をしている。
バッソー
海上に聳える城・ソンダック城の城主。しかし、その正体は醜悪なカニの姿をした「悪魔騎士（アクマナイト）」である。旅の途上で疲弊したルリハーを城に誘い込みつけ狙う。